# Jason Njoku
Pour les articles homonymes, voir Njoku.
 (juin 2022).
La mise en forme du texte ne suit pas les recommandations de Wikipédia : il faut le « wikifier ».
Les points d'amélioration suivants sont les cas les plus fréquents :
- Les titres sont pré-formatés par le logiciel. Ils ne sont ni en capitales, ni en gras.
- Le texte ne doit pas être écrit en capitales (les noms de famille non plus), ni en gras, ni en italique, ni en « petit »…
- Le gras n'est utilisé que pour surligner le titre de l'article dans l'introduction, une seule fois.
- L'italique est rarement utilisé : mots en langue étrangère, titres d'œuvres, noms de bateaux, etc.
- Les citations ne sont pas en italique mais en corps de texte normal. Elles sont entourées par des guillemets français : « et ».
- Les listes à puces sont à éviter, des paragraphes rédigés étant largement préférés. Les tableaux sont à réserver à la présentation de données structurées (résultats, etc.).
- Les appels de note de bas de page (petits chiffres en exposant, introduits par l'outil «  Source ») sont à placer entre la fin de phrase et le point final[comme ça].
- Les liens internes (vers d'autres articles de Wikipédia) sont à choisir avec parcimonie. Créez des liens vers des articles approfondissant le sujet. Les termes génériques sans rapport avec le sujet sont à éviter, ainsi que les répétitions de liens vers un même terme.
- Les liens externes sont à placer uniquement dans une section « Liens externes », à la fin de l'article. Ces liens sont à choisir avec parcimonie suivant les règles définies. Si un lien sert de source à l'article, son insertion dans le texte est à faire par les notes de bas de page.
- La présentation des références doit suivre les conventions bibliographiques. Il est recommandé d'utiliser les modèles {{Ouvrage}}, {{Chapitre}}, {{Article}}, {{Lien web}} et/ou {{Bibliographie}}. Le mode d'édition visuel peut mettre en forme automatiquement les références.
- Insérer une infobox (cadre d'informations à droite) n'est pas obligatoire pour parachever la mise en page.

Pour une aide détaillée, merci de consulter Aide:Wikification.
Si vous pensez que ces points ont été résolus, vous pouvez retirer ce bandeau et améliorer la mise en forme d'un autre article.
Jason Chukwuma Njoku, né le 11 décembre 1980 à Londres est un homme d'affaires et entrepreneur britannique. Il est le cofondateur et le PDG d'Irokotv, un service de vidéo à la demande consacré au cinéma nigérian. 
Entrepreneur en série autoproclamé, Irokotv est la 11e tentative de Njoku pour créer une entreprise. Il a eu l'idée de lancer une nouvelle plateforme de distribution pour Nollywood alors qu'il vivait chez sa mère, à l'âge de 30 ans, après un certain nombre d'échecs.

## Vie et éducation
D'origine nigériane, Jason est né et a grandi à Deptford, dans le sud-est de Londres. Sa mère l'a élevé seule, ainsi que ses trois sœurs et son frère, tout en travaillant à plein temps pour le National Health Service. Il est allé à l'école à Londres, puis a déménagé dans un village du Nigeria de l'âge de 12 à 15 ans. À son retour du Nigeria, il est allé à l'université pour passer ses A-Levels, avant d'obtenir une place à l'université de Manchester où il a étudié la chimie. Il a obtenu son diplôme en 2005 avec un score de 2:1 et a lancé Brash Magazine, une publication étudiante qui a fonctionné pendant trois ans avant de fermer en 2008,,.

## Carrière

### Irokotv
Après l'échec de plusieurs entreprises entre 2005 et 2010, dont un réseau de blogs, une entreprise de t-shirts et une société de conception de sites web, Njoku est retourné vivre dans la maison de sa mère à Deptford. C'est là qu'il a eu l'idée de lancer une entreprise de distribution en ligne de Nollywood, "L'Occident avait Hulu et Netflix, l'Afrique n'avait rien", note Njoku. Après avoir étudié le secteur de loin, il s'est envolé pour Lagos, grâce à l'aide financière de son meilleur ami Bastian Gotter, un autre diplômé de l'université de Manchester, et a commencé à acheter les licences en ligne des films de Nollywood. Il travaille depuis un appartement de deux chambres à Festac, à Lagos, et conclut un accord avec YouTube en Allemagne pour devenir le partenaire de chaîne officiel de la société Nollywood.
En 2010, Njoku et son ancien partenaire Bastian Gotter ont lancé NollywoodLove, une chaîne YouTube, qui était rentable deux mois après son lancement. La même année, grâce à un article de Sarah Lacy qui travaillait à l'époque pour Tech Crunch, NollywoodLove a attiré l'attention du fonds de capital-risque américain Tiger Global, qui souhaitait étendre sa portée sur les marchés émergents.
Un investissement de série A de 3 millions de dollars a été obtenu de Tiger Global en 2010 et la société a lancé une plateforme autonome de vidéo à la demande, iROKOtv, le 1er décembre 2011. Le site a attiré des spectateurs de 178 pays du monde entier. Njoku et Gotter ont depuis levé 22 millions de dollars supplémentaires auprès de sociétés de capital-risque internationales, dont Investment AB Kinnevik et RISE Capital, et ont utilisé cet investissement pour constituer un vaste catalogue de 5 000 films, ouvrir des bureaux à Lagos, New York et Londres et investir dans l'amélioration des ressources technologiques de l'entreprise. Iroko est allé faire d'autres investissements de financement totalisant 40 millions de dollars.
En 2015, Njoku a décidé de concentrer l'attention de l'entreprise sur une application mobile Android plutôt que sur une plateforme de streaming afin de lutter contre les problèmes d'infrastructure haut débit que pose l'Afrique.
En juillet 2012, il a été cité par Forbes Africa comme l'un des " dix jeunes millionnaires africains à surveiller ". Le 29 août 2013, Njoku a été désigné comme le jeune leader de l'année pour l'Afrique de l'Ouest lors des CNBC All Africa Business Awards. Il a également été désigné comme l'un des 1 000 personnes les plus créatives dans le monde des affaires par Fast Company.

### Étincelle
En août 2013, aux côtés de ses partenaires commerciaux Bastian Gotter et Mary Njoku, Njoku a lancé un véhicule d'investissement de 2 millions de dollars pour les start-ups Internet basées à Lagos, appelé Spark. La société a initialement investi dans 11 entreprises, dont une société de distribution de boissons appelée Drinks.ng, une agence de location en ligne de biens immobiliers et de propriétés appelée ToLet.com.ng, et un site de réservation de chambres d'hôtel, appelé Hotels. En 2015, Jason Njoku a officiellement annoncé dans un billet de blog qu'il se séparait de quatre startups considérées comme des entreprises en faillite : Bus.com.ng (un service de billetterie de bus en ligne), Insured.ng (une plateforme de comparaison d'assurances), Giddimint.com.ng (une boutique de mode en ligne) et Christians.ng, une plateforme de rencontres en ligne pour les chrétiens.

## Vie privée
Jason Njoku a épousé la star de cinéma et productrice de Nollywood Mary Njoku à Festac, Lagos, le 18 août 2012,. Ils ont accueilli leur premier fils, Jason Obinna Njoku, le 30 juillet 2013, un deuxième enfant, Nwakaego Annabel Njoku, est né le 24 août 2015 et un troisième enfant, Nnenna Amber Njoku né le 4 août 2017.